# Ranieri Checchi
Ranieri Checchi (Pisa, 1749 - després de 1812...?) fou un compositor italià.
Va escriure nombroses composicions religioses i diverses òperes, entre les quals es considerada com la millor la titulada L'eroe cinesi, que per cert el compositor alemany Johann Adolph Hasse (1699-1783) el 1753 ja n'havia escrit una amb el mateix títol. També deixà un mètode d'harmonia.